# Старе Мочидла
Старе Мочидла (пол. Stare Moczydła) — село в Польщі, у гміні Шастарка Красницького повіту Люблінського воєводства.
Населення — 219 осіб (2011).
У 1975-1998 роках село належало до Тарнобжезького воєводства.

## Демографія
Демографічна структура станом на 31 березня 2011 року:
|          | Загалом | Допрацездатний вік | Працездатний вік | Постпрацездатний вік |
| -------- | ------- | ------------------ | ---------------- | -------------------- |
| Чоловіки | 114     | 25                 | 67               | 22                   |
| Жінки    | 105     | 20                 | 53               | 32                   |
| Разом    | 219     | 45                 | 120              | 54                   |